# Antoine Durand (peintre)
Pour les articles homonymes, voir Antoine Durand (homonymie) et Durand.
Antoine Durand est un peintre français né à Toulouse, baptisé le 30 septembre 1611, et mort dans la même ville le 7 décembre 1680.

## Biographie
Le père d'Hilaire Pader est le parrain d'Antoine Durand, dont le père est un musicien.
On trouve des éléments sur la biographie d'Antoine Durand dans le manuscrit de Joseph Malliot (1736-1811), Vie de quelques artistes dont les ouvrages font l'ornement de la ville de Toulouse dont il existe trois copies du manuscrit original qui a disparu. Dans le manuscrit qui appartenait à l'éditeur E. Connac :
Durand était de Toulouse ; il fut à Paris dans sa première jeunesse. Il y apprit à peindre le portrait, genre dans lequel il n'était pas sans talent. Il y a lieu d'âtre surpris que plusieurs l'eussent taxé d'ignorance et aient voulu donner à entendre qu'il ne dut qu'à ses intrigues la préférence qu'il eut sur Pader. Les portraits des capitouls de l'année 1661, dont quatre étaient par lui et quatre autres par Pader, prouvaient que si Durand était inférieur pour l'histoire, il n'en était pas de même pour le portrait. Sa physionomie était gracieuse, ses manières prévenantes et son esprit cultivé. Sa vue, dit-on, s'étant affaiblie, il obtint des capitouls cent écus de pension. On ignore le temps de sa mort (fol. 470-471).
Pour faire revenir de Paris où il exerçait la peinture avec de « fort bons gages », le conseil de la ville de Toulouse s'est engagé à lui payer 1 000 livres pour l'employer comme peintre de l'hôtel de ville. 

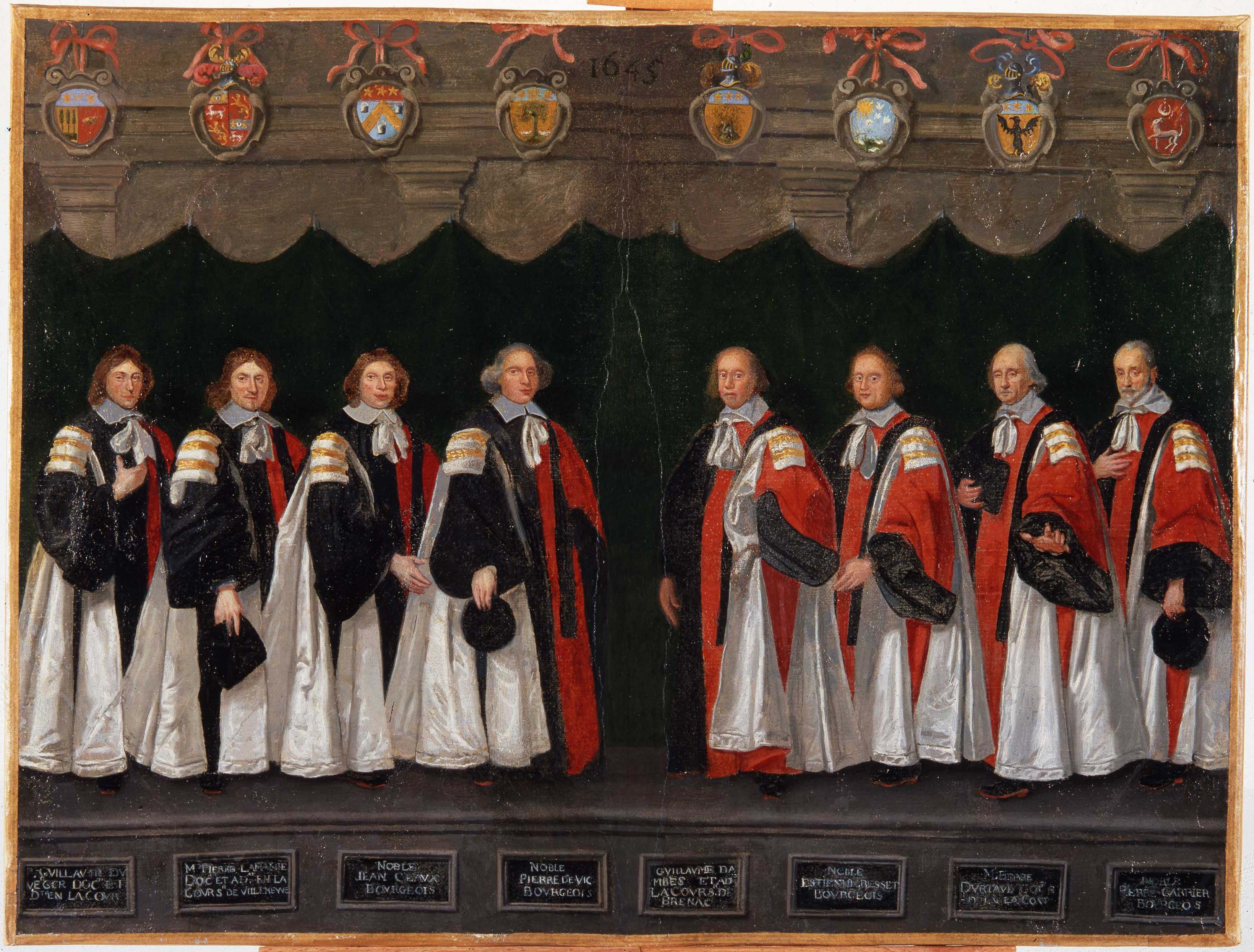
Livre VII des annales (1634-1645) :
Les capitouls de l'année 1644-1645
Antoine Durand

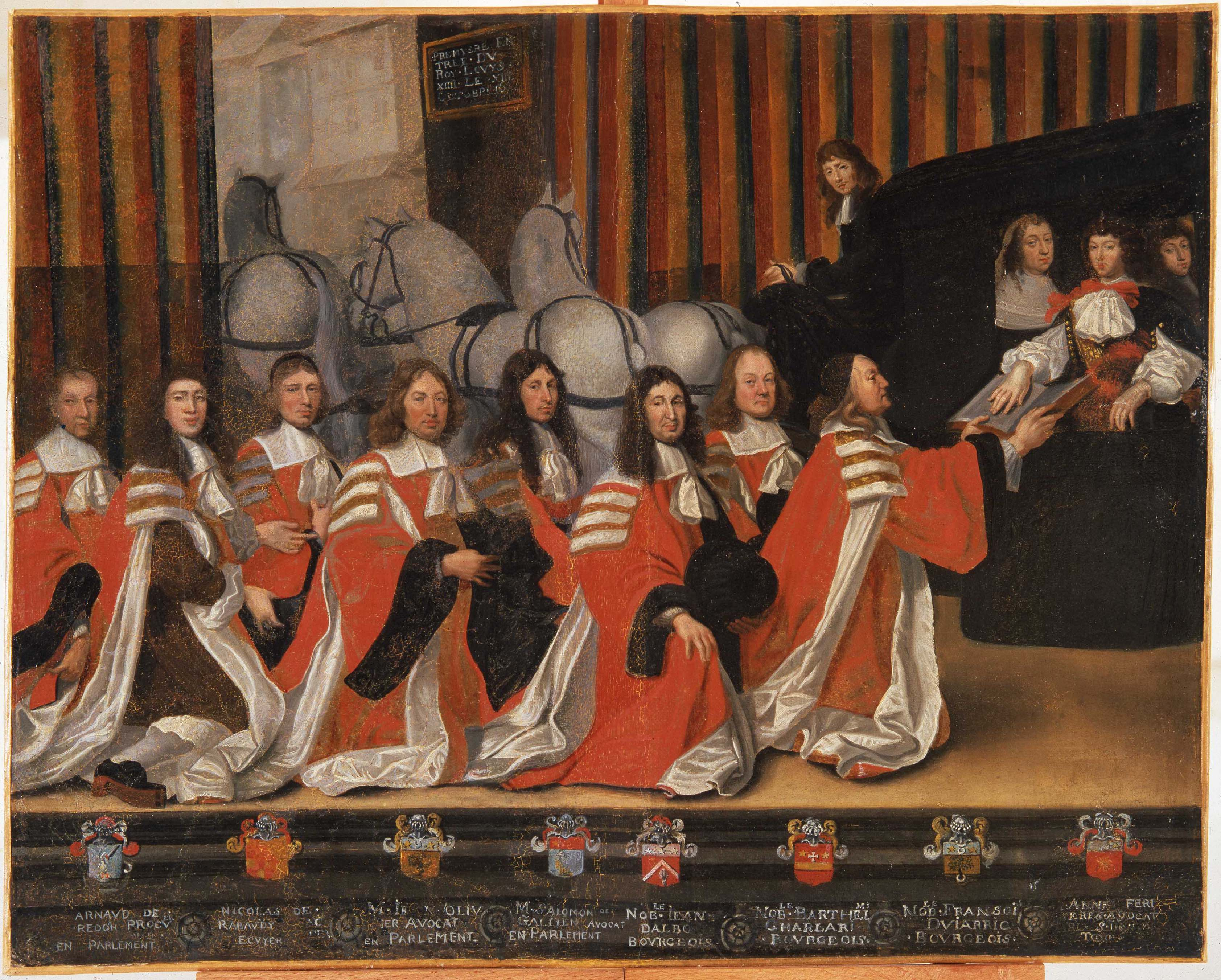
Livre VIII des annales (1646-1659) :
Entrée de Louis XIV
Antoine Durand

Antoine Durand est peintre de l'hôtel de ville de Toulouse à partir de 1645 et peint les portraits des capitouls dans les Annales de la ville de Toulouse. 
Il a peint le tableau Entrée du Roi Louis XIV à Toulouse, le 14 octobre 1659, qui se trouvait dans la grande salle de l'Hôtel de ville. Ce tableau a disparu mais on peut en avoir une idée avec le même sujet peint par le même Durand dans l’Annales  de la ville.
Les capitouls n'ayant toujours pas respecté leur engagement, Antoine Durand écrit que « sans laquelle promesse il ne fut venu en cette ville, laisser ses affaires et connaissances dudit Paris ». Une délibération des capitouls du 16 mars 1647 note qu'Antoine Durand « menace de s'en retourner si la ville ne lui accorde lesdits mil livres, ce qui les oblige de dire qu'ils sont en quasi nécessité de donner trois cents livres de plus audit Durand afin de l'obliger à demeurer en ville n'y ayant aucun peintre qui fisse si bien au naturel que lui ». C'est alors l'employé de la ville de Toulouse le mieux payé.
Au cours de la délibération du 17 janvier 1661 du Conseil de la ville, des conseillers lui reprochent de ne pas avoir peint de portraits pendant deux ans et de les avoir faits exécuter par d'autres peintres « qui font des ouvrages qui ne répondent pas à la dignité de la ville, ni au salaire qu'il reçoit d'icelle ». Au cours de cette réunion, la candidature d'Hilaire Pader est proposée car il « a même travaillé plusieurs années sous l'illustre sieur de Chalette et a acquis par ses longs travaux beaucoup de réputation et d'estime dans l'Italie, chez le prince de Monaco et d'autres grands seigneurs et dans Paris où l'adresse de sa plume et de son pinceau l'ont fait recevoir peintre de l'académie royale ». Il est décidé que quatre capitouls seront portraiturés par Durand et les quatre autres par Pader, mais des trois capitouls que devait peindre Pader refusent comme le montrent les comptes de la ville du 12 septembre 1662. L'année suivante, tous les portraits des capitouls sont réalisés par Antoine Durand. En 1663-1664, Pader ne réalise qu'un seul portrait, celui de Jean Bernadou. Au cours de la délibération du 7 novembre 1665, les capitouls décident que « dès l'entrée de leurs charges de ne se servir plus que dudit sieur Durand ». Dans son sonnet du 3 mai 1664, Hilaire Pader accuse Antoine Durand de jalousie et d'envie, de l'avoir empêché de travailler. Pader va développer une grande rancœur vis-à-vis des capitouls. Antoine Durand passe un contrat de dix ans pour faire le portrait du syndic de la ville.
Le 14 août 1674, les conseillers de la ville discutent du remplacement d'Antoine Durand comme peintre de l'hôtel de ville. Les édiles ont choisi de le remplacer par Jean-Pierre Rivalz, ce qui a amené Jean de Troy (1638-1691) à protester en demandant que cette nomination soit faite, soit en choisissant un Toulousain, soit après mise au concours et quitte Toulouse pour Montpellier.
André Lebré (1629-1700) s'est formé auprès d'Antoine Durand, ainsi que Jean de Troy.

### Articles
- Peintre de l'hôtel de ville de Toulouse